# Иоанн (Смирнов, Фёдор Иванович)
Архиепи́скоп Иоа́нн (в миру Фёдор Иванович Смирнов; 29 декабря 1857, село Полом, Ардатовский уезд, Симбирская губерния — 29 декабря 1918, Иркутск) — епископ Русской православной церкви, архиепископ Иркутский и Верхоленский.

## Биография
Родился в селе Полом Ардатовского уезда Симбирской епархии в семье псаломщика.
Окончил Алатырское духовное училище. В 1880 году с отличием окончил Симбирскую духовную семинарию. Как первый студент за казённый счёт был отправлен на учёбу в Московскую духовную академию, которую окончил в 1884 году со степенью кандидата богословия.
С 12 сентября 1884 года — преподаватель Священного Писания в Харьковской духовной семинарии.
20 декабря 1885 года — перемещён в Витебское духовное училище на должность учителя русского и славянского языков.
12 ноября 1886 года — назначен в Самарскую духовную семинарию преподавателем обличительного богословия, истории и обличения русского раскола и сектантства; её библиотекарь, делопроизводитель Самарского епархиального училищного совета.
С 21 октября 1889 года — преподаватель Священного Писания в Вятской духовной семинарии. С 22 августа 1901 года — её инспектор и секретарь правления, член Вятского отделения Епархиального училищного совета. Монах, иеромонах.
В 1902 году награждён наперсным крестом.
С 31 июля 1903 года — настоятель Иркутского Князе-Владимирского монастыря и заведующий Иркутской церковно-учительской семинарией.
15 августа 1903 года — возведён в сан архимандрита.
Цензор «Иркутских епархиальных ведомостей» (1904), на год безвозмездно передал монастырские здания Красному Кресту, член Иркутского комитета Православного миссионерского общества (1905) и Епархиального училищного совета, председатель Братства святителя Иннокентия (1907).
11 мая 1908 года — хиротонисан во епископа Киренского, викария Иркутской епархии. Настоятель иркутского Вознесенского монастыря, начальник Миссии. Хиротонию совершили в Иркутском Вознесенском монастыре святителя Иннокентия архиепископ Иркутский Тихон, епископ Енисейский Евфимий и епископ Забайкальский Мефодий.
В 1909 году участвовал в освидетельствовании мощей святителя Софрония Иркутского, подготовил материалы для его канонизации и составил службу, автор тропаря и акафиста.
С 20 декабря 1912 года — епископ Забайкальский и Нерчинский.
21 января 1916 года — возведён в сан архиепископа и назначен на Иркутскую и Верхоленскую кафедру.
Награждён орденами святого Станислава III степени (1896), святой Анны II (1906) и I (1914) степени, святого Владимира III (1910) степени.
В 1917 году член Поместного Собора Православной Российской Церкви по должности, участвовал в 1-й сессии, член II, III, IX, XI отделов.
В 1918 году участник Сибирского соборного церковного совещания.
Скоропостижно скончался 29 декабря 1918 года в Иркутске от черепно-мозговой травмы после дорожно-транспортного происшествия. Был похоронен в левом приделе Богоявленского собора в Иркутске (придельный храм святителя Софрония Иркутского), с 1949 года останки покоятся за алтарём Иркутского Знаменского кафедрального собора, около входа в Преображенский придел, под кубом из серого камня.

## Сочинения
- Богословское учение славянофилов пред судом профессора Линицкого // Православное обозрение. 1883. № 10.
- Вопрос о протестантстве в воззрении Хомякова; Взгляд И. В. Киреевского на римское католичество // Православное обозрение. 1884. № 3, 9-10.
- [Против раннего пострижения в монашество] // Речь. 1884. № 1.
- Свв. Кирилл и Мефодий в своих трудах по переводу Священного Писания на славянский язык // Вера и разум. 1885. № 4/5.
- О так называемой монтанской русской секте // Православное обозрение. 1891. № 10.
- Слово в день тезоименитства Государя Императора // Иркутские епархиальные ведомости. 1904. 6 декабря.
- Вновь учреждённый в Иркутске Князе-Владимирский монастырь; Слово // Иркутские епархиальные ведомости. 1906. № 20-21, 23.
- О характере и задачах деятельности Братства святителя Иннокентия; Христианское государство и современная смута; Слова // Иркутские епархиальные ведомости. 1907. № 4, 10-13, 16; 1908. № 2.
- Празднование двадцатипятилетия архипастырского служения высокопреосвященнейшего Тихона, архиепископа Иркутского и Верхоленского. Иркутск, 1907.
- Речь при наречении во епископа Киренского // Церковные ведомости. Приб. 1908. № 24.
- Речь при вручении жезла новохиротонисанному епископу Зосиме // Церковные ведомости. Приб. 1914. № 36.
- В память 200-летия со дня кончины свт. Димитрия Ростовского; Монастырская школа; Предсказания о нашем и последующем времени; Дракон проснулся; Современное состояние православной миссии в Китае; Иркутская духовная миссия и главный враг её; Православная миссия среди бурят // Иркутские епархиальные ведомости. 1910. № 2, 4, 7-10, 13-15, 19.
- Из отчёта по обозрению церквей Иркутской епархии; Впечатления из поездки на Дальний Восток; Иркутский Вознесенский свт. Иннокентия монастырь // Иркутские епархиальные ведомости. 1910. № 22-24; 1911. № 1-2, 4, 8, 11, 13-17, 21-24.
- Памяти Японского архиепископа Николая; Впечатления из поездки в Китай // Иркутские епархиальные ведомости. 1912. № 5, 7-9, 14.
- Телеграмма Государю Императору; Речь при вступлении на кафедру; К празднованию предстоящего трёхсотлетия царствования Дома Романовых; О Московском митрополите Макарии; О поминовении усопших; Слово в Великий пяток; Чаяние будущего века; Слово в день рождения Государя Императора; О перемещениях членов клира; Развращение народа посредством школ; Слово при освящении церкви; Праздник Креста Господня; О свт. Димитрии Ростовском; Из истории Троицкого Селенгинского монастыря // Забайкальские епархиальные ведомости. 1913. № 3, 5/6, 8-12, 14/15, 17, 19-21.
- Слова; Предложения духовной консистории; По поводу статьи «Кое-что из архиерейского быта»; Почитание свт. Иннокентия Иркутского у языков монгольских; Поучение пред причащением; Речи; Воззвание; Предсказания о войне, о нашем и последующем времени; О брани, происходящей на земле // Забайкальские епархиальные ведомости. 1914. № 1, 4-7, 12-13, 15-18, 20-24.
- На Новый год; Из военной и мирной жизни; Слова; Пасхальный подарок воинам; Из наставлений епископа; Старинный крест; Из области назидательного; Дух времени; По поводу открытия доступа воспитанникам ДС в высшие светские учебные заведения; По поводу записки думского духовенства // Забайкальские епархиальные ведомости. 1915. № 1, 4, 6, 10-12, 14-16, 18-20, 22.
- Слова; Завет преемнику // Забайкальские епархиальные ведомости. 1916. № 2-3, 7.
- Высокопреосвященный Тихон, архиепископ Иркутский; Слово пред молебном по случаю наступления Нового года; Слово на неделю мясопустную; Слово в неделю православия; Слово на Благовещение; Речь пред панихидой по свт. Софронию; О Соборе // Иркутские епархиальные ведомости. 1916. № 52; 1917. № 1-11.
- Отношение // Якутские епархиальные ведомости. 1917. № 3.